# Boom Chicka Boom
Boom Chicka Boom je album Johnnyja Casha, objavljen 1990. u izdanju Mercury Recordsa. Naslov se odnosi na zvuk za koji se kaže da ga proizvodi Cashov prateći sastav, Tennessee Three. Uključuje obradu "Cat's in the Craddle" Harryja Chapina, te pjesmu koju je Elvis Costello napisao za Casha, "Hidden Shame". "Don't Go Near the Water" prethodno je bila snimljena za Ragged Old Flag, a govori o problemu onečišćenja okoliša. Mercury je 2003. ponovno izdao album u paru s Johnny Cash is Coming to Town na jednom CD-u, iako je pjesma "Veteran's Day" izostavljena. "Farmer's Almanac" i "Cat's in the Craddle su objavljene kao singlovi, ali nisu uspjeli na ljestvicama; sam album je zauzeo 48. poziciju na ljestvici country albuma.

## Popis pjesama
1. "Backstage Pass" (Cash) – 3:23
2. "Cat's in the Cradle" (Harry Chapin/Sandy Chapin) – 3:18
3. "Farmer's Almanac" (Cash) – 3:48
4. "Don't Go Near the Water" (Cash) – 2:29
5. "Family Bible" (Walt Breeland/Paul Buskirk/Claude Gray) – 2:49
6. "Harley" (Michael Martin Murphey/Chick Rains) – 4:09
7. "I Love You I Love You" (Cash) – 2:54
8. "Hidden Shame" (Elvis Costello) – 3:59
9. "Monteagle Mountain" (Richard McGibony) – 3:12
10. "That's One You Owe Me" (Jim Elliott/Mark D. Sanders) – 3:01
Kasnija izdanja albuma sadržavaju i bonus pjesmu:
11. "Veteran's Day" (Tom Russell) – 2:58

## Ljestvice
Album - Billboard (Sjeverna Amerika)
| Godina | Ljestvica      | Pozicija |
| ------ | -------------- | -------- |
| 1990.  | Country albumi | 48       |

## Vanjske poveznice
- Podaci o albumu i tekstovi pjesama